# Spilosmylus bossei
Spilosmylus bossei är en insektsart som först beskrevs av Navás 1928.  Spilosmylus bossei ingår i släktet Spilosmylus och familjen vattenrovsländor. Inga underarter finns listade i Catalogue of Life.